# Gare de Saint-Denis-de-Pile
La gare de Saint-Denis-de-Pile  est une gare ferroviaire française de la ligne de Paris-Austerlitz à Bordeaux-Saint-Jean, située sur le territoire de la commune de Saint-Denis-de-Pile, dans le département de la Gironde, en région Nouvelle-Aquitaine.
C'est une halte de la Société nationale des chemins de fer français (SNCF), desservie par des trains TER Nouvelle-Aquitaine.

## Situation ferroviaire
La gare de Saint-Denis-de-Pile est située au point kilométrique (PK) 539,433 de la ligne de Paris-Austerlitz à Bordeaux-Saint-Jean, entre les gares de Libourne et Coutras.

## Fréquentation
De 2015 à 2023, selon les estimations de la SNCF, la fréquentation annuelle de la gare s'élève aux nombres indiqués dans le tableau ci-dessous.
| Année           | 2015   | 2016   | 2017   | 2018   | 2019   | 2020   | 2021   | 2022   | 2023   |
| --------------- | ------ | ------ | ------ | ------ | ------ | ------ | ------ | ------ | ------ |
| Voyageurs seuls | 24 944 | 24 098 | 25 184 | 27 509 | 36 759 | 24 752 | 29 527 | 32 692 | 32 649 |

## Service des voyageurs
La gare est desservie par les trains TER Nouvelle-Aquitaine circulant entre Bordeaux et Angoulême,.